# Okres Kępno
Okres Kępno (polsky Powiat kępiński) je okres v polském Velkopolském vojvodství. Rozlohu má 608,39 km² a v roce 2019 zde žilo 56 451 obyvatel. Sídlem správy okresu je město Kępno.

## Gminy
Městsko-vesnické:
- Kępno
- Rychtal

Vesnické:
- Baranów
- Bralin
- Łęka Opatowska
- Perzów
- Trzcinica

## Města
- Kępno
- Rychtal

## Sousední okresy
| Růžice kompasu | Oleśnica | Ostrzeszów          | Wieruszów | Růžice kompasu |
| Růžice kompasu | Oleśnica | Sever               | Wieruszów | Růžice kompasu |
| Růžice kompasu | Oleśnica | Okres Kępno         | Wieruszów | Růžice kompasu |
| Růžice kompasu | Oleśnica | Jih                 | Wieruszów | Růžice kompasu |
| Růžice kompasu | Namysłów | Kluczbork, Namysłów | Kluczbork | Růžice kompasu |